# 小諸馬子唄

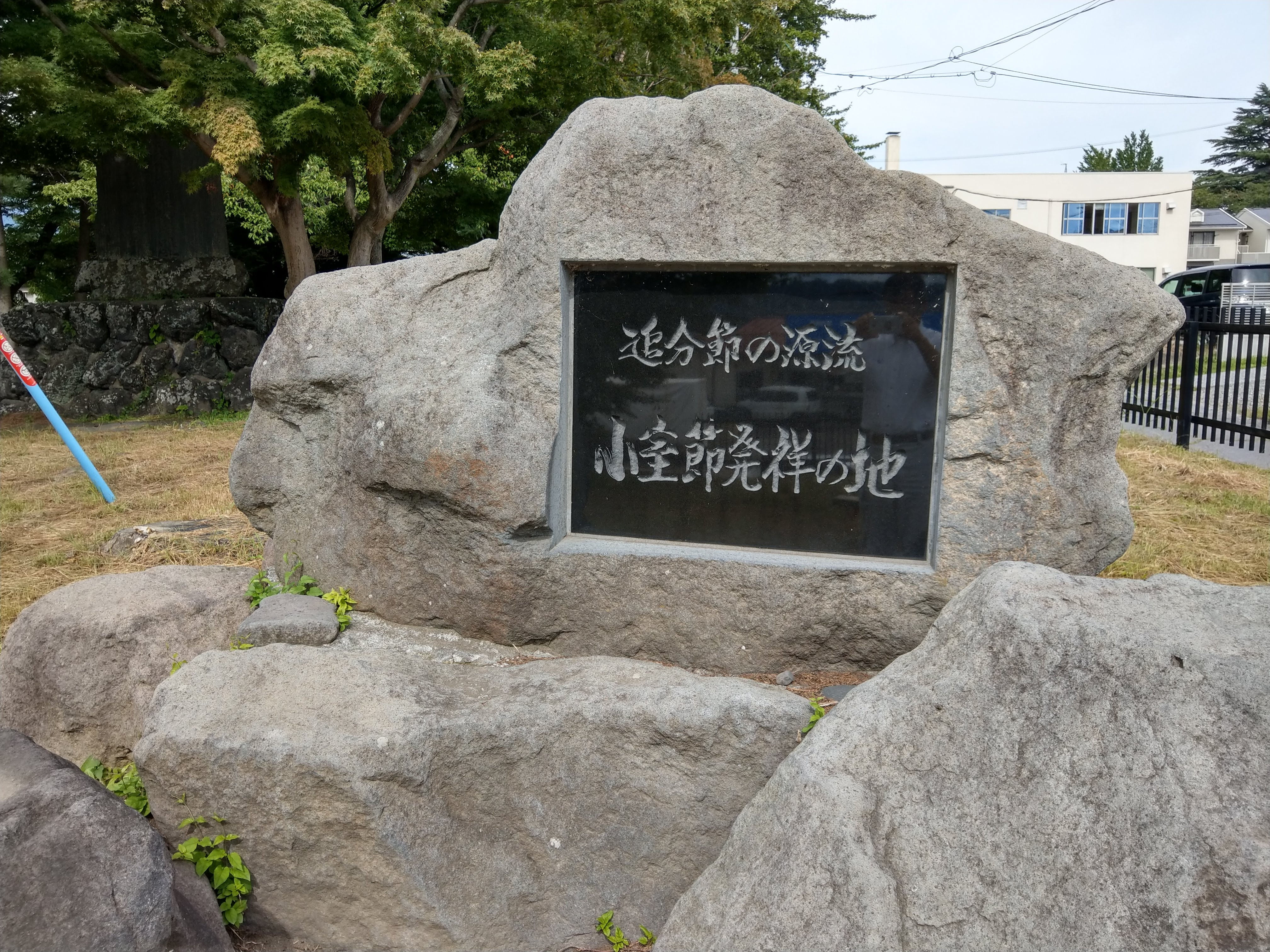
「追分節の源流 小室節発祥の地」の碑（長野県小諸市）

小諸馬子唄（こもろまごうた）は長野県小諸市周辺を発祥とする民謡。小諸の古名から小室節（こむろぶし）とも呼ばれる。
碓氷峠を中心に往来する馬子衆によって詠われた馬子唄が、中山道追分宿の飯盛り女によって、三味線の伴奏や囃子詞の入った座敷唄「追分節」に発展し、北国街道や北前船を経由して北日本へ伝播した。また小諸馬子唄（小室節）も江戸での流行歌となった。
小諸馬子唄と小室節は歌い方が異なる。

## 代表的な歌詞
小諸出て見りゃ 浅間の山に

今朝も三筋の 煙立つ

小諸出抜けて 唐松（地名）行けば

松の露やら 涙やら

田舎田舎と 都衆は言えど

しなの良いのが 小室節

さした盃 眺めてあがれ

中に鶴亀 五葉の松

祝い目出度の 若松さまよ

枝も栄える 葉も繁る

小諸通れば 馬子衆の歌に

鹿の子振袖 ついなれそ

さても見事な おおづら馬よ

馬子の小唄に 小室節

松はつらいと 皆人言えど

色が変わらで ついなれそ